# فروتیتانیوم

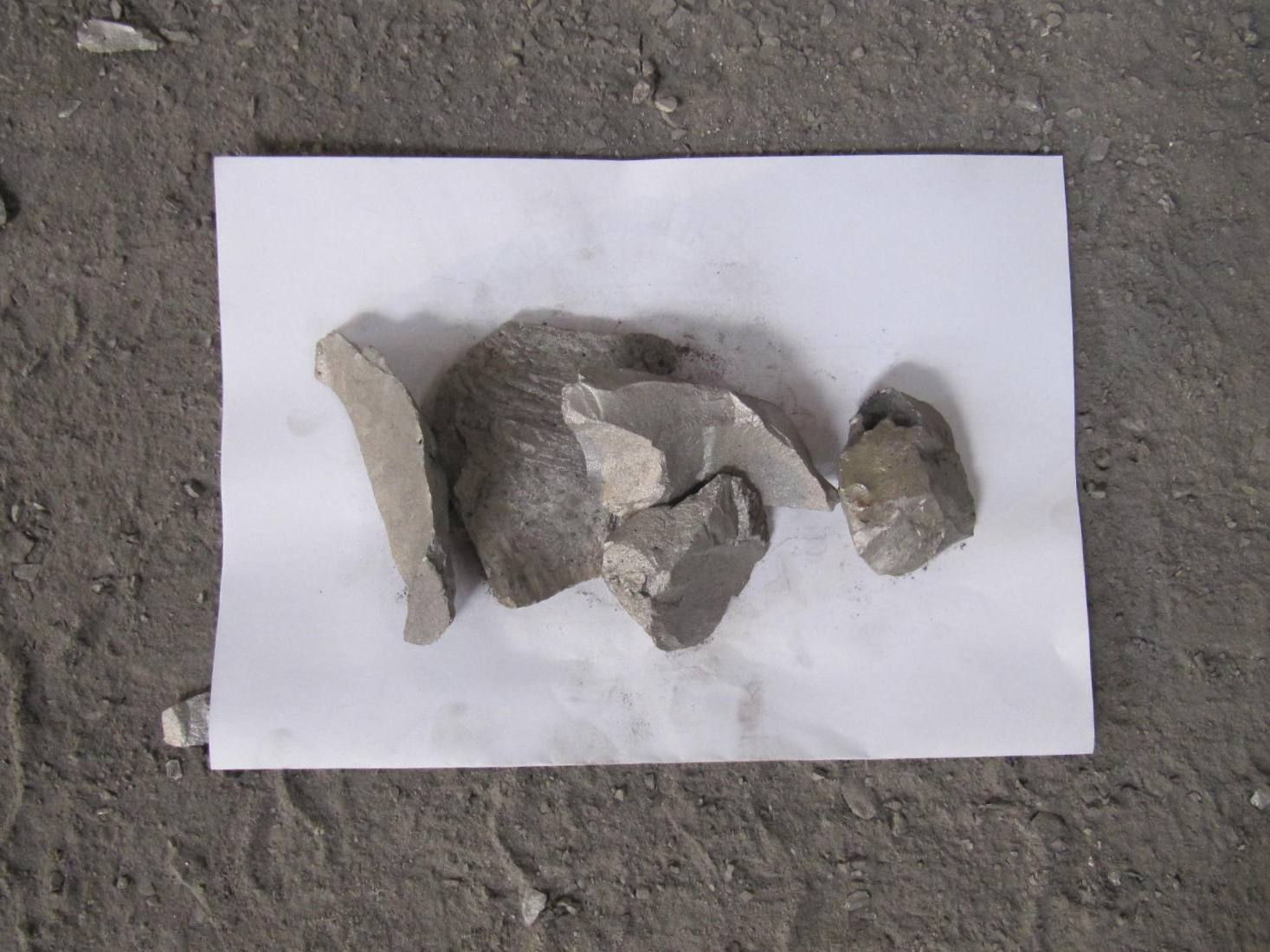
نمونه‌های فروتیتانیوم با ۷۰٪ تیتانیوم (FeTi 70)، مورد استفاده در صنایع فولاد (قرار داده شده روی ورق A4)

فِروتیتانیوم یک فروآلیاژ است که ترکیبی از آهن و تیتانیوم با بین ۱۰–۲۰٪ آهن و ۴۵–۷۵٪ تیتانیوم و گاهی مقدار کمی کربن می‌باشد. این ماده در ساخت فولاد به عنوان ماده تمیز کننده آهن و فولاد استفاده می‌شود. تیتانیوم با گوگرد، کربن، اکسیژن و نیتروژن بسیار واکنش پذیر است و ترکیبات نامحلولی ایجاد می‌کند که آنها را در سرباره ایزوله می‌کند، بنابراین برای اکسیدزدایی و گاهی اوقات برای گوگرد زدایی و نیتروژن زدایی استفاده می‌شود. در تولید فولاد، افزودن تیتانیوم، فلزاتی با ساختار دانه ریزتر تولید می‌کند. فروتیتانیوم را می‌توان با مخلوط کردن اسفنج و قراضه تیتانیوم با آهن و ذوب کردن آنها در کوره القایی تولید کرد. پودر فروتیتانیوم همچنین می‌تواند به عنوان سوخت در برخی از ترکیبات آتش بازی استفاده گردد.
ذوب فروتیتانیوم نسبت به انحلال تیتانیوم فلزی در مذاب سریعتر اتفاق میفتد، در نتیجه تیتانیوم سریعتر وارد مذاب می‌شود. به همین دلیل است که استفاده از فروتیتانیوم یوتکتیکی در فولادسازی ترجیح داده می‌شود. فروتیتانیوم به دلیل چگالی بالاتر نسبت به تیتانیوم که باعث عدم شناوری بر روی سطح مذاب و اکسیداسیون آن می‌شود و همچنین به دلیل نقطه ذوب پایینتر نسبت به فلز تیتانیوم بازیابی بالاتری دارد. فروتیتانیوم در مقایسه با تیتانیوم خالص دارای مزیت انحلال بهتر، پایینتر بودن نقطه ذوب، چگالی بالاتر و قیمت پایینتر می‌باشد. از عمده مصارف فروتیتانیوم می‌توان به پالایش فولادها (فروتیتانیوم به شدت با گوگرد، کربن، اکسیژن و نیتروژن واکنش داده و ترکیباتی نامحلول می‌سازد که به صورت سرباره جدا می‌شود و به همین علت به عنوان عامل احیا کننده، گوگردزدا و نیتروژن زدا استفاده می‌گردد) اشاره کرد.
امروزه بخش عظیمی از فروتیتانیوم از ایلمانت تأمین می‌شود. تگرچه این کانه بیشتر به عنوان یک منبع تیتانیوم دار شناخته می‌شود ولی می‌توان آهن را به عنوان محصول جانبی از آن بازیابی کرد. ایلمنایت خالص دارای ۳۶٫۸ درصد آهن، ۳۱٫۵۷ درصد تیتانیوم و ۳۱٫۶۳ درصد اکسیژن است و اغلب مقدار کمی مگنتیت دارد. این کانی با فرمول FeTio3 و وزن مخصوص ۵–۴٫۵ گرم بر سانتی‌متر مکعب بوده و دارای خاصیت مغناطیسی ضعیف می‌باشد. این کانی دارای وانادیم، اسکاندیم، تانتالیم و نیوبیوم می‌باشد.
فروتیتانیوم یکی از پرکاربردترین و موثرترین فروآلیاژها در صنایع فولادسازی به عنوان یک عامل افزودنی در تولید فولاد با کیفیت مطلوب استفاده می‌گردد.
فروتیتانیوم ۶۰–۷۰٪ آلیاژی با نقطه ذوب پایین موردمصرف در فولادسازی می‌باشد. فروتیتانیوم با استفاده از ضایعات تیتانیوم و آهن، نقطه ذوب حدود ۱۲۰۰ درجه سانتی گراد استحصال می‌گردد در جایی که تیتانیوم و آهن در دمیای حدود ۱۶۵۰ درجه سانتی گراد ذوب می‌گردند. این درصد آلیاژ نهایتاً باعث انحلال سریع در مذاب می‌شود. فروتیتانیوم در مقایسه با تیتانیوم خالص دارای مزیت انحلال بهتر، پایینتر بودن نقطه ذوب، چگالی بالاتر و قیمت پایینتر می‌باشد.
قیمت مواد فروتیتانیوم به عوامل گوناگونی مثل نوع کیفیت و گرید محصول بستگی دارد. تولید این آلیاژ هم در داخل کشور انجام می‌شود و هم از خارج از کشور وارد می‌شود. برای خرید این ماده آلیاژی در درجه اول باید به کیفیت آن دقت داشته باشیم و در نهایت رنگ محصول بسیار تأثیرگذار در نوع و کیفیت و گرید آن می‌باشد.

## ترکیب شیمیایی

### جدول ترکیبات شیمیایی فروتیتانیوم[۴]
| Content (%) | element       |
| ۳۰          | Titanium, Ti  |
| ۶           | Aluminum, Al  |
| ۳           | Silicon, Si   |
| ۰٫۱         | Carbon, C     |
| ۰٫۱         | Phosphorus, P |
| ۰٫۰۶        | Sulfur, S     |
| Balance     | Iron, Fe      |

### مشخصات فیزیکی فروتیتیانیوم[۵]
چگالی و نقطه ذوب فروتیتانیوم‌ها، به درصد تیتانیوم آن‌ها بستگی دارد.
| نقطه ذوب (درجه سانتی گراد) | چگالی (g/cm3) | درصد تیتانیوم |
| ۱۳۵۰–۱۵۰۰                  | ۶٫۲           | ۳۰            |
| ۱۳۰۰–۱۴۸۰                  | ۵٫۹           | ۴۰            |
| ۱۳۰۰–۱۴۸۰                  | ۵٫۵           | ۵۰            |
| ۱۰۷۰–۱۱۴۰                  | ۵٫۴           | ۷۰            |

## تاریخچه

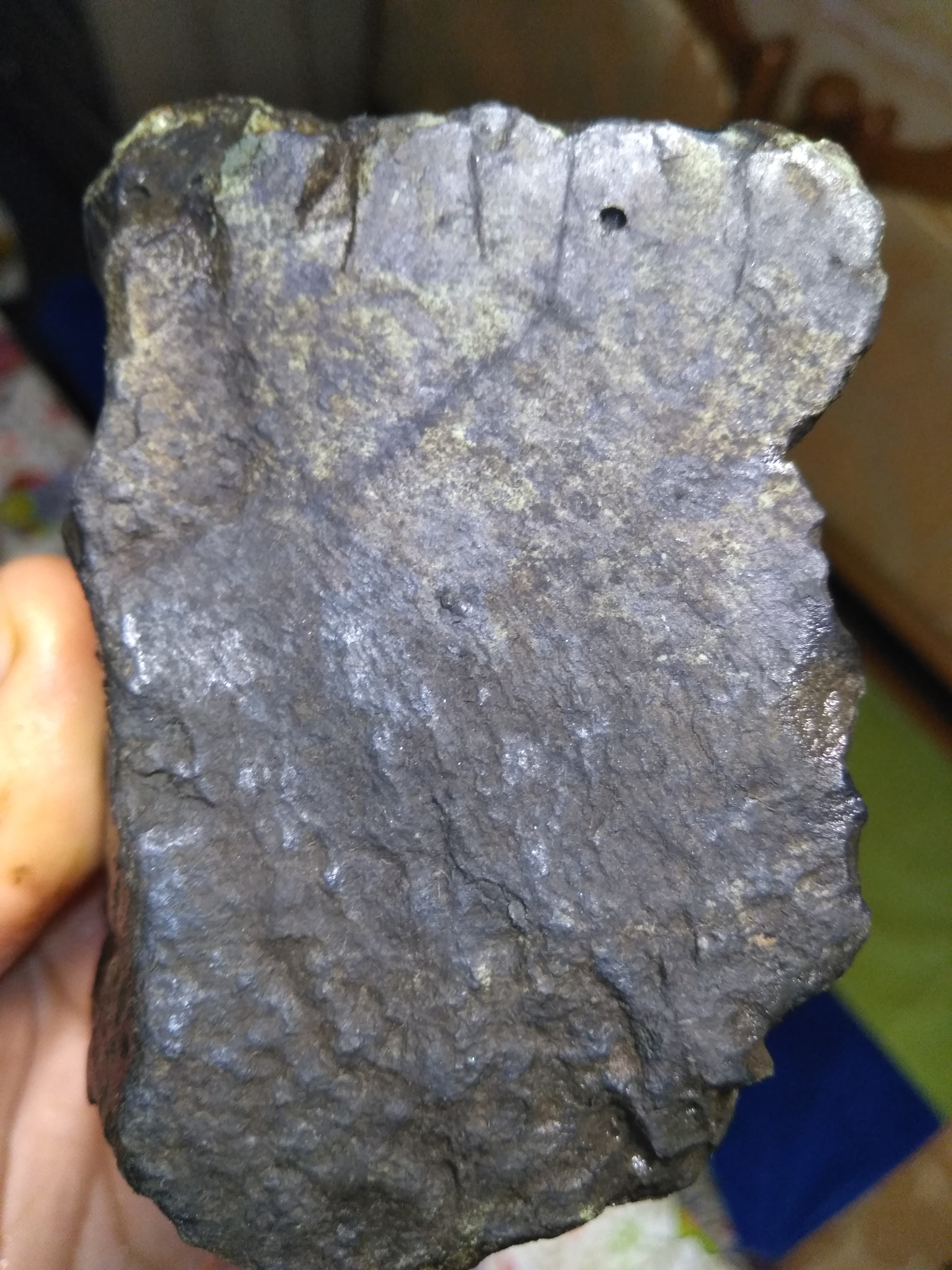
نمونه آلیاژ آهنی

پیش از سال ۱۹۰۰ میلادی، فرو آلیاژها مانند ذوب کانه‌های آهن یا سنگ‌های منگنز آهن‌دار در بوته‌های گرافیتی و در کوره‌های زمینی همراه با کک و سایر مواد احیاکننده تولید می‌شدند. در این روش، با توجه به اینکه فرو آلیاژها به نقطه دمای مناسبی نمی‌رسیدند، مواد و محصولات غیریکنواخت تولید شده و ازنظر کیفیت، تنها در موارد محدودی قابل استفاده در صنعت بودند. تا سال ۱۹۲۰ از کوره بلند تنها برای تولید آهن خام استفاده می‌شد و سبب این مسئله بود که به‌جای شارژ کردن کانه‌های آهن خالص، کانه‌های آهن منگنز دار، کروم دار یا تیتانیم دار جهت تولید فرو آلیاژها شارژ می‌شدند و عیار پایین محصولات نهایی را به دنبال داشت.

## تولید فروتیتانیوم
برای تولید مواد فروتیتانیوم از مواد اولیه ای از قبیل ایلمنایت، پرووفسکیت و کنسانتره سرباره نیز استفاده می‌کنند. همچنین از قراضه تیتانیوم برای ساخت تیتانیوم‌های درصد بالا یعنی بالای ۷۰ درصد استفاده می‌کنند. گاهی برای تولید فروتیتانیوم از مواد در دسترسی از جمله فروسیلسکون-تیتانیوم استفاده می‌کنند.
امروزه فروتیتانیوم اغلب از طریق ذوب قراضه تیتانیوم با آهن در کوره القایی تولید می‌شود. به این طریق که این مواد را در کوره‌های القایی و کوره‌های قوس الکتریکی تا حدود ۱۱۰۰ درجه سانتی گراد حرارت می‌دهند و ذوب می‌کنند و سپس این مواد مذاب را با یکدیگر مخلوط می‌کنند. فروتیتانیوم را به وسیله احیاء آلومینیوترمیک ایلمنایت نیز به دست می‌آورند که محصول حاصله تقریباً حاوی ۴۰ درصد وزنی تیتانیوم، ۸ درصد وزنی آلومینیوم و به همراه مقدار متعادل آهن می‌باشد. این ترکیب در فرمولاسیون بسیاری از مفتول‌ها یا پوشش‌های الکترودهای جوشکاری کاربرد دارد. با توجه به اینکه مهم‌ترین کاربرد تیتانیوم، زدایش کربن و نیتروژن و اکسیژن از فولاد است، بهتر است فروتیتانیوم اولیه تا حد امکان کمترین مقدار این عناصر را داشته باشد. به همین دلیل، فروتیتانیوم معمولاً بر اساس درصد تیتانیوم قیمت گذاری می‌شود.
تولید فروتیتانیوم به روش کربوترمیک باعث افزایش مقدار کربن در این آلیاژ می‌شود و چون عمده کاربرد فروتیتانیوم برای ترکیب شدن با کربن مذاب است، وجود کربن در فروتیتانیوم نامطلوب بوده و این روش تولید امرزوه به ندرت به کار می‌رود. فروتیتانیوم تولید شده با این روش حاوی ۰۲ ۱۵–۱۸ درصد تیتانیوم است.
اصلی‌ترین گریدهای فروتیتانیوم، FeTi 35 و FeTi 70 هستند که اولی ۳۵ درصد و دومی ۷۰ درصد تیتانیوم دارد. گرید ۳۵ درصدی از ایلمنایت تولید شده و گرید ۷۰ درصدی از ذوب کردن قراضه‌های تیتانیوم در کوره تولید می‌شود.

## کاربردهای مواد فروتیتانیوم
1. استفاده در صنعت فولاد
2. دادن قابلیت حلالیت بسیار زیاد به آهن، نسبت به آهن خالص
3. استفاده به عنوان مواد دی اکسیداسیون
4. از بین بردن نیتروژن و گوگرد موجود در فلزات و ریخته‌گری
5. جلوگیرنده از خورندگی در فولادهای ضدزنگ
6. تولید انواع فولادهای ضدزنگ با گرید بالا
7. صنایع ماشین‌سازی و کشتی سازی
8. صنایع حمل و نقل هوایی
9. الکترود جوشکاری

۱۰. افزایش مقاومت ابزار در برابر ترک خوردگی